# John Warrington Wood
John Warrington Wood (9. září 1839 – 26. prosince 1886) nebo také John Wood byl britský sochař, který v letech 1868 až 1874 vystavoval svá díla v Royal Academy of Arts v Londýně.

## Životopis
Narodil ve Warringtonu jako syn geodeta Jamese Wooda. Vyučil se kameníkem. Jeho rodné jméno bylo John Wood. Kolem roku 1865 však přijal druhé jméno Warrington, kvůli možné záměně se sochařem Johnem Woodem.
Od roku 1858 navštěvoval po večerech uměleckou školu ve Warringtonu, ve které rychle získal uznání. Roku 1865 se Wood přestěhoval do Říma. V roce 1877 byl zvolen do uměleckého spolku Cech svatého Lukáše v Římě.
Mramorovová busta s názvem Lady Mary Enid Layard z roku 1881, kterou Wood vytvořil, je ve sbírce Britského muzea v Londýně.
Zemřel ve Warringtonu 26. prosince roku 1886, kde je rovněž pochován.